# Hercegovščak
Hercegovščak je naselje u slovenskoj Općini Gornjoj Radgoni. Hercegovščak se nalazi u pokrajini Štajerskoj i statističkoj regiji Pomurju. 

## Stanovništvo
Prema popisu stanovništva iz 2002. godine naselje je imalo 134 stanovnika.